# Бабкин, Александр Иванович (футболист)
Александр Иванович Бабкин (22 (9) ноября 1906, Харьков — 1991) — советский футболист, вратарь.

## Биография
У родителей Бабкина было семеро детей, Александр был четвёртым. В 12 лет стал работать на Харьковском паровозостроительном заводе учеником конторщика тендерного цеха. В 1921 году стал обучаться в школе фабрично-заводского ученичества ХПЗ. Занимался футболом, гимнастикой, акробатикой, легкой атлетикой, гандболом в спортивном кружке у инструктора физкультуры Владимира Августовича Вацека. В 1924 году стал первым вратарём гандбольной команды ХПЗ, затем переключился на футбол, с 1928 года — вратарь первой команды завода. В 1929 году дебютировал в сборных командах Харькова и Украинской ССР. Играл в неофициальных матчах сборной СССР с командами Финляндии, Швеции и Норвегии (1930), Турции (1932—1933). Игру Бабкина в матчах с Турцией отмечали Николай и Андрей Старостины. В 1933 году был включён в список 33 лучших футболистов СССР под первым номером. В составе харьковского «Локомотива» участвовал в Кубке СССР 1936 года.
Возглавлял сектор культурной пропаганды на ХПЗ. С 1929 года — заместитель заведующего экономическим отделом в горкоме комсомола, в 1930—1932 — секретарь Октябрьского райкома ЛКСМУ, затем — председатель городского комитета физкультуры и спорта. По завершении футбольной карьеры с 1938 года работал на заводе «Серп и молот». После начала в 1941 году Великой Отечественной войны работал в эвакуации в Саратове. После войны тренировал команду сборочного цеха МС-1, продолжал работать на заводе.
Скончался в 1991 году.